# Münchweiler am Klingbach
Münchweiler am Klingbach település Németországban, Rajna-vidék-Pfalz tartományban. Lakosainak száma 214 fő (2023. december 31.).

## Népesség
A település népességének változása:
| Lakosok száma | 206  | 198  | 197  | 201  | 213  | 216  | 214  |
|               | 1975 | 2014 | 2017 | 2019 | 2021 | 2022 | 2023 |